# Майнберг, Вильгельм
Вильгельм Майнберг (нем. Wilhelm Meinberg; 1 марта 1898, Камен — 8 февраля 1973, Камен) — германский нацист, экономический функционер НСДАП, группенфюрер СС. В ФРГ — ультраправый политик. Участник Первой (в качестве бойца) и Второй (в качестве хозяйственного организатора) мировых войн. В 1950-х — председатель Немецкой имперской партии.

## В Первой мировой войне. От консерватизма к нацизму
После начала Первой мировой войны Вильгельм Майнберг ускоренно окончил школу и пошёл на фронт. Был награждён Железным крестом 2-го класса. Попал в плен к британцам, освобождён в 1919.
В Веймарской Германии Майнберг вступил в Немецкий народный союз обороны и наступления. Придерживался крайне националистических и антисемитских взглядов. Примыкал к консервативно-националистической Немецкой национальной народной партии, состоял в боевой организации консерваторов «Стальной шлем». В 1923 во главе боевой группы участвовал в вооружённом сопротивлении французской оккупации Рура.
В 1929 Вильгельм Майнберг вступил в СА. 1 апреля 1930 стал членом НСДАП. Включил в партию и штурмовые отряды группу своих сторонников из «Стального шлема». Поступил на службу в аграрно-политический аппарат НСДАП. В 1932 избран от нацистской партии депутатом ландтага Пруссии.

## Экономический функционер НСДАП. Во Второй мировой войне
В марте 1933, после прихода нацистов к власти, Вильгельм Майнберг был назначен в руководство Landbund — крупнейшего объединения сельскохозяйственных производителей Германии. В мае 1933 Майнберг занял пост рейхскомиссара в аграрном управлении НСДАП, игравшем важную роль в определении расовой политики. С июня 1933 по апрель 1937 Майнберг возглавлял сельскохозяйственное управление в Вестфалии.
В ноябре 1933 Майнбергу было присвоено звание оберштурмбаннфюрера СС. С 1 января 1935 Майнберг — бригадефюрер СС. В 1933—1943 — депутат рейхстага.
В 1935—1937 Вильгельм Майнберг возглавлял организационно-административное управление Главного управления СС по вопросам расы и поселения. Некоторое время претендовал на руководящий пост в управлении, который занимал Вальтер Дарре. Этот план не удалось реализовать из-за противодействия Геринга.
С 1937 по 1945 Вильгельм Майнберг занимал в Третьем рейхе ряд финансовых и промышленных должностей. Был членом совета директоров Dresdner Bank. Состоял в Имперской торгово-промышленной группе, руководил её отделением в Нижней Саксонии и Ганновере. В 1941 получил от Геринга назначение в Комитет по четырёхлетнему плану в качестве уполномоченного по транспортировке угля. Одновременно Майнбергу было присвоено звание группенфюрера СС.
В качестве одного из экономических руководителей СС Вильгельм Майнберг участвовал в познанском совещании 4 октября 1943 под председательством Гиммлера. Обсуждалась расовая политика СС, в том числе геноцид евреев.

## Крайне правый политик ФРГ. От нацизма к консерватизму
В 1945 Майнберг был взят в плен британскими войсками. Почти два года провёл в британо-американском плену. После освобождения занялся частным сельским хозяйством.
Вильгельм Майнберг активно участвовал в западногерманской политике в качестве ультраправого деятеля. Входил в неформальную организацию Вернера Наумана, видного функционера геббельсовского рейхсминистерства пропаганды. Тесно сотрудничал с Адольфом фон Тадденом.
Активно участвовал в создании ультранационалистических организаций, представляющих бывший нацистский актив. В 1953—1960 возглавлял Немецкую имперскую партию (DRP), консолидировавшую крайне правых радикалов.
На декларативном уровне Вильгельм Майнберг отмежёвывался от национал-социализма, но мотивировал это обычно ситуативными соображениями — например, чуждостью этой идеологии для молодого поколения. В то же время Майнберг оправдывал гитлеризм как реакцию немецкого народа на несправедливость Версальского договора, экономический кризис и коммунистическую угрозу.
Майнберг проповедовал также патриархальные семейные ценности в духе крестьянских традиций. С этих позиций он обосновывал культурную политику Третьего рейха, резко осуждал модернистскую деградацию искусства ФРГ (особенно в кинематографе). Проявлял интерес к экономическим программам германской социал-демократии, особенно в части государственного регулирования хозяйства.
В 1960 Вильгельм Майнберг уступил председательство в DRP Генриху Кунстману. В 1961 Майнберг поддерживал Адольфа фон Таддена в конфликте с Кунстманом, который обвинял фон Таддена в получении финансирования от СССР. Однако фон Таддену при помощи Майнберга удалось доказать, что данные спонсорские средства на партийные нужды были получены от работавшего в Юго-Западной Африке предпринимателя Эриха Любберта, бывшего штандартенфюрера СА. Вскоре Адольф фон Тадден возглавил DRP.
В 1964 Вильгельм Майнберг вступил в созданную при активном участии DRP Национал-демократическую партию. Редактировал партийное издание Deutsche Nachrichten. С 1967 и до своей смерти в 1973 руководил акционерным обществом Deutschen Nachrichten Verlags-GmbH, издававшим эту газету.
На примере Вильгельма Майнберга ярко демонстрируется эволюция националиста к нацизму и нациста к крайне правому консерватизму, характерная для многих политических активистов Веймарской республики в Третьем рейхе и функционеров Третьего рейха в ФРГ.